# Phytopsila carota
Phytopsila carota är en tvåvingeart som beskrevs av Iwasa, Hanada och Kajino 1987. Phytopsila carota ingår i släktet Phytopsila och familjen rotflugor. Inga underarter finns listade i Catalogue of Life.